# Martin Šulc
Martin Šulc (* 26. září 1981 Zlín) je český politik.

## Politická kariéra
Od roku 2009 byl členem Strany práv občanů ZEMANOVCI. Od roku 2009 byl také členem republikové kontrolní komise a v letech 2010 až 2020 předsedou této republikové kontrolní komise.